# Alexandr Karel Anhaltsko-Bernburský
Alexandr Karel Anhaltsko-Bernburský (2. března 1805 Ballenstedt – 19. srpna 1863 Hoym) byl princ askánský a poslední anhaltsko-bernburský vévoda.

## Život

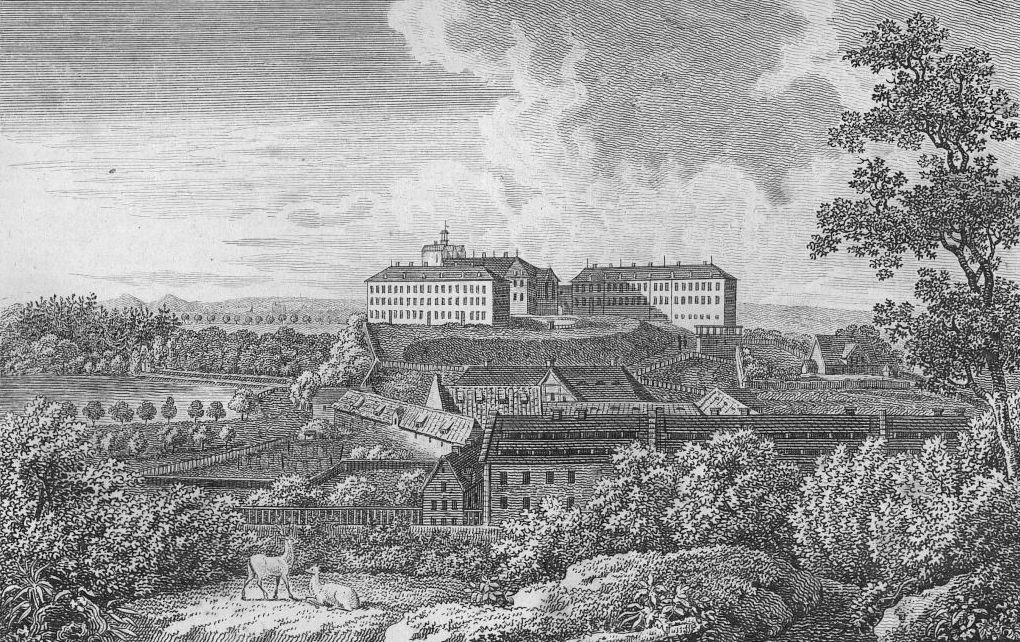
Místo Alexandrova narození; zámek v Ballenstedt

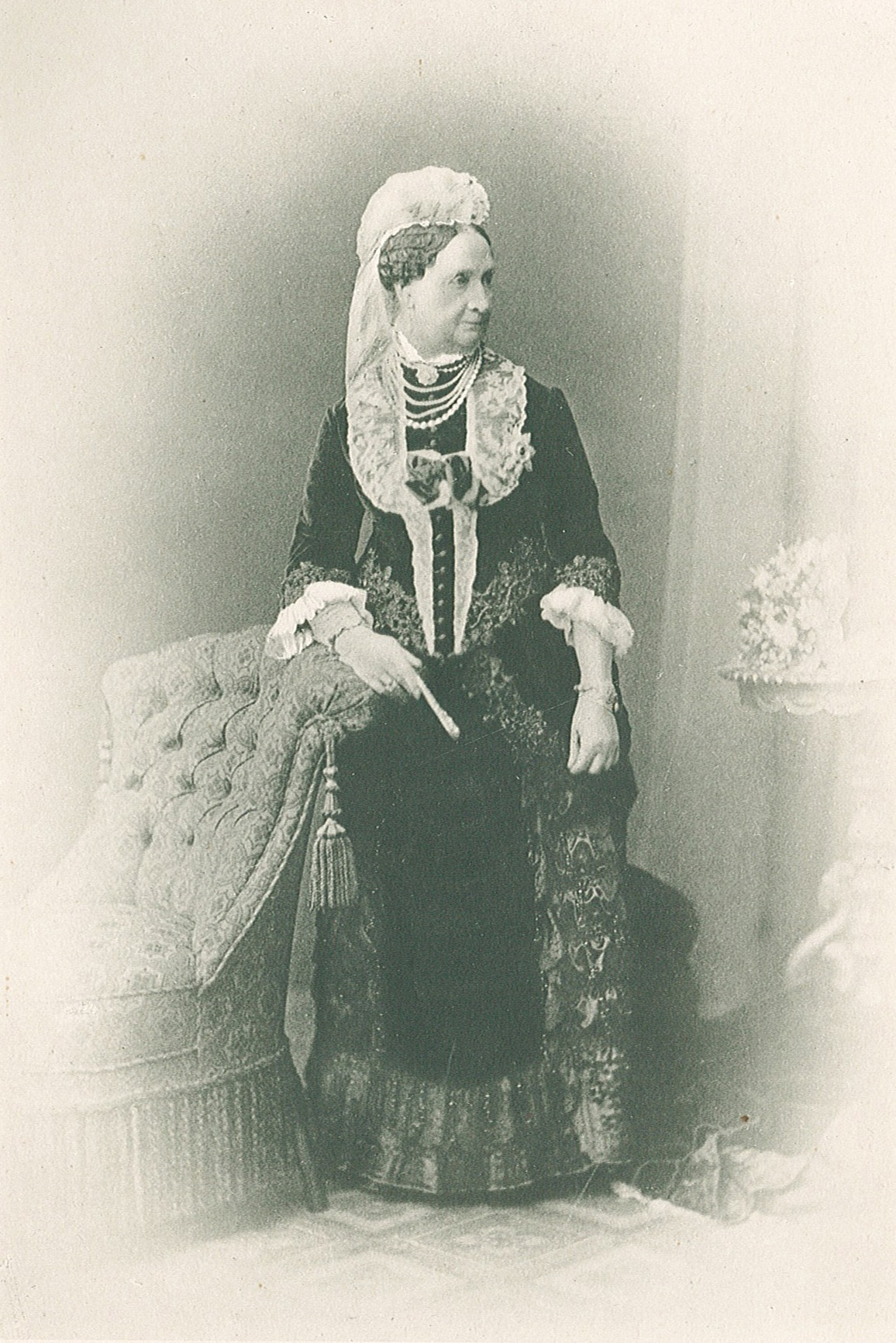
Alexandrova manželka Bedřiška

### Mládí
Alexandr Karel se narodil v Ballenstedtu dne 2. března 1805 jako druhý, avšak jediný přeživší, syn Alexiuse Fridricha Kristiána, vévody Anhaltsko-Bernburského, a jeho první manželky, Marie Bedřišky Hesensko-Kasselské, dcery Viléma I. Hesenského. Alexandr byl sice ze čtyř dětí nejmladší, avšak dospělosti se dožil pouze on a jeho starší sestra Vilemína Luisa. Samotné manželství Alexandrových rodičů ale nebylo vůbec šťastné, spíše naopak, a roku 1817 bylo rozvedeno.

### Vláda a manželství
Alexius zemřel v roce 1834 a jeho nástupcem se stal právě jeho syn Alexandr Karel.
Dne 30. října 1834 se Alexandr Karel na Gottorpu oženil s Bedřiškou Šlesvicko-Holštýnsko-Sonderbursko-Glücksburskou, dcerou Fridricha Viléma Šlesvicko-Holštýnsko-Sonderbursko-Glücksburského a jeho manželky Luisy Karolíny Hesensko-Kasselské; Bedřiška tedy byla sestrou budoucího dánského krále, Kristiána IX. Manželství bylo bezdětné.
V listopadu 1855 byl Alexandr Karel uvězněn v zámku Hoym kvůli postupnému zhoršení jeho duševního zdraví, některé zdroje dokonce uvádějí, že trpěl schizofrenií. Tam Alexander Karel strávil zbytek svého života v lékařské péči a ve společnosti svého komorníka a malíře Wilhelma von Kügelgena. V té době Bedřiška plně Alexandra ve vládnutí zastupovala.

### Smrt
Alexandr Karel Anhaltsko-Bernburský, poslední vévoda Anhaltska-Bernburska, zemřel dne 19. srpna 1863. Vzhledem k tomu, že jeho manželství bylo bezdětné a neexistují záznamy ani o nemanželských dětech, dynastie Anhaltsko-bernburských zanikla. Vévodství zdědil Alexandrův vzdálený příbuzný, Leopold IV. Anhaltský (tehdy ještě Anhaltsko-Desavský). Tomu se později podařilo sjednotit celé Anhaltsko a po více než 280 letech byl prvním mužem, který nesl titul vévoda anhaltský.